# Centrální evidence sbírek

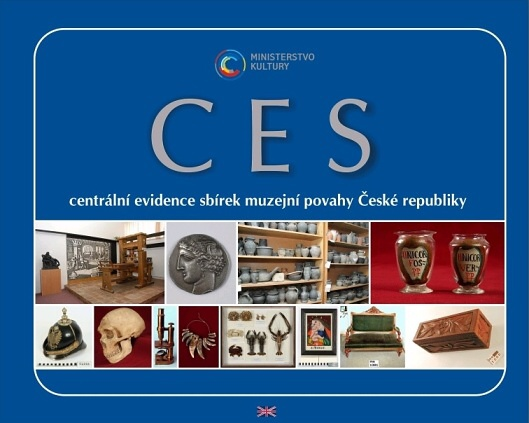
Úvodní okno centrální evidence sbírek

Centrální evidence sbírek muzejní povahy (CES) je veřejně přístupným seznamem muzejních sbírek a virtuální expozicí, kterou od roku 2002 vede Ministerstvo kultury ČR.
Centrální evidence sbírek vznikla podle zákona č. 122/2000 Sb., o ochraně sbírek muzejní povahy. Byla zprovozněna v roce 2002 a spadá pod Odbor ochrany movitého kulturního dědictví, muzeí a galerií. Povinně byly do seznamu zaneseny sbírky ve vlastnictví státu, krajů a obcí, o další zápisy mohly požádat různé jiné právnické i fyzické osoby. CES je veřejnosti bezplatně otevřený registr, přístupný na internetu.

## Struktura CES

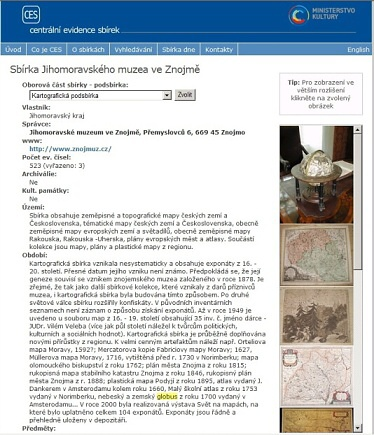
Detail sbírky

Zápisy v CES obsahují následující údaje o sbírkách:
- název;
- data o vlastníkovi;
- data o správci;
- web sbírky,
- datum zařazení do CES
- podsbírky.

Podsbírkou se rozumí samostatně vedená část sbírky. O nich CES shromažďuje:
- území původu
- dokumentované časové období
- stručný popis a obor
- počet a druhy sebraných předmětů a materiálů

Zvláštní pozornost je věnována kulturním památkám nebo významným archiváliím, jejichž případné uložení v určité podsbírce je rovněž zaznamenáno, případně včetně fotografie a popisu.

## Datový obsah
- přehled muzeí a galerií zřizovaných Českou republikou, kraji nebo obcemi,
- autoritativní seznam jejich sbírek,
- formuláře žádostí o vývoz a hlášení krádeže.

V roce 2010 obsahoval CES údaje o 366 sbírkách a 2529 podsbírkách. V nich je nyní uloženo na 60 milionů spravovaných předmětů. Zpracovány byly např. fondy největších českých muzeí (Národního muzea, Moravského zemského muzea, Slezského zemského muzea), ale také malé soukromé sbírky.

## Správa CES
Systém byl navržen pracovníky informatiky Moravského zemského muzea v Brně (nyní Centrum pro informační technologie v muzejnictví – CITeM) podle požadavků odboru movitého kulturního dědictví, muzeí a galerií Ministerstva kultury. Na zakázku byl pak vytvořen jednoduchý systém se dvěma částmi. Uzavřená část slouží referentům ministerstva pro udržení přehledu při aktualizaci sbírek ze zákona (správci sbírek musí hlásit změnu stavu oproti původnímu zápisu, např. nové předměty ve sbírce – celkem je v systému nahlášeno cca 18 000 000 evidenčních čísel)[zdroj?] a část prezentační, bez problémů dostupnou každému uživateli internetu v běžných internetových prohlížečích. Obě části CES běží na serveru Ministerstva kultury s tím, že databáze je zrcadlena na server Moravského zemského muzea v Brně.
Datový obsah, jeho textová i obrazová část, je dodán správci sbírek, kteří také ručí za jeho relevantnost. Publikaci na internet zajišťuje pracoviště ministerstva. To také zajišťuje jazykové překlady.

## Význam a kritika
V roce 2006 byl systém rozšířen o obrazové charakteristiky. Popisy sbírek byly doplněny o snímky typických předmětů, jejich umístění v expozicích, ale i pohledy do depozitářů, na pracoviště konzervátorů a restaurátorů, odkazy na další dostupné prezentace sbírky (katalogy, virtuální galerie). Tím postupně vzniká „unikátní virtuální expozice českého muzejnictví, jaká zatím nemá ve světě obdoby“.
U sbírek však není uvedeno datum aktualizace záznamu, ani kontakt na odpovědnou osobu. V databázi jsou tedy chyby, za které se nikdo necítí být odpovědný.
Sbírky nejsou dobře lokalizovány. Tak třeba sbírka obrovských soch, která se nachází v plenéru obcí Stanovice a Žireč se najde tak, že se do pole Umístění zadá text "Hradec Králové" (vlastníkem sbírky je totiž krajský úřad). Stejně tak Kuks údajně žádnou sbírku nemá. Při hledání v podsbírkách pod slovem Kuks se najde jen jediná sbírka, a to Muzeum Chodska v Domažlicích, protože toto muzeum má z Kuksu zapůjčenou grafiku. (Pěkná ukázka nevhodného použití fultextu). V CES nejsou ani prostorové souřadnice sbírek.

## Vyhledávání v systému

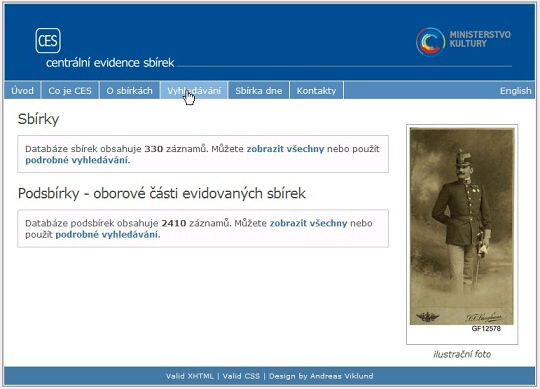
Vyhledávání v systému

To podstatné nabízí CES záložkou „Vyhledávání“. Ve dvou částech – buď ve „Sbírkách“ nebo v „Podsbírkách“, si může uživatel nechat „rozbalit“ přehled několika set evidovaných sbírek nebo jejich oborových částí, kterých je ovšem bezmála dva a půl tisíce.
Pro snadnější orientaci a sofistikovanější přístup je však vhodnější volit „podrobné vyhledávání“ a přejít do podsbírek. Jednotlivé položky zahrnují obor zčásti daný oficiálním číselníkem ministerstva. Je to snaha o jakési unifikování obsahu, a v neposlední řadě i vodítko pro muzejníky, jak přehledně rozčlenit sbírku. Je zde na třiadvacet jmenných „šuplíků“ plus další bez nálepky – kurátoři sbírek mají možnost si oborové části pojmenovat přesněji vzhledem k jejich obsahu sami. Takže zde mají své zastoupení typické přírodovědné a humanitní části – geologie, mineralogie, paleontologie, historická, etnografie, výtvarná, militaria, numismatická, atd., jejichž zastoupení ve sbírce je charakterizováno daným obdobím, územím kterého se daná sbírka týká, předměty, jež může obsahovat, zaškrtávací okénko (zda obsahuje archiválie dle archivního zákona) či kulturní památku (evidovanou v rejstříku památek). Výběr je možno rozšířit o vyhledání podsbírky s doplněnými obrázky.

## Centrální evidence sbírek na Slovensku
Na Slovensku vznikl projekt Centrální evidence muzejních sbírek (CEMUZ) v roce 2003. Jeho realizace probíhá pomaleji, i vinou finančních potíží. Z 90 slovenských muzeí se v roce 2007 smluvně zapojilo 44.